# 中国商业
《中国商业》（葡萄牙語：Negócio da China）是由米格尔·法拉贝拉创作的巴西电视连续剧，于2008年10月6日至2009年3月13日在环球电视网播放。由格拉日丽·马萨费拉、里卡多·佩雷拉、娜塔莉亚·杜瓦利、赫森·卡普里、蒂亚戈·弗拉戈索、布鲁娜·马奎辛、黄成菊和内伊·拉托拉卡领衔主演。

## 演员
- 黄成菊 饰演 庄刘（Liu Chuang[2]）
- 布鲁娜·马奎辛 饰演 弗洛尔·迪利斯·西尔维斯特（Flor de Lys Silvestre）
- 刘安德森 饰演 庄吴（Wu Chuang）
- 格拉日丽·马萨费拉 饰演 利维亚·诺罗尼亚群岛（Lívia Noronha）
- 里卡多·佩雷拉 饰演 若昂·维埃加斯（João Viegas）
- 罗德里戈·门东萨 饰演 拉米罗·贝拉斯克斯（Ramiro Veláquez）
- 蒂亚戈·弗拉戈索 饰演 迭戈·杜马斯·丰塔内拉（Diego Dumas Fontanera）
- 费尔南达·德·弗雷塔斯 饰演 安东内拉·贝尔塔齐（Antonella Bertazzi）
- 茹利亚娜·迪多内 饰演 玛丽亚·塞莱斯特·莫雷拉（Maria Celeste Moreira）
- 娜塔莉亚·杜瓦利 饰演 朱莉娅·杜马斯·丰塔内拉（Júlia Dumas Fontanera）
- 赫森·卡普里 饰演 阿德里亚诺·丰塔内拉（Adriano Fontanera）
- 卢西亚娜·布拉加 饰演 德尼西·杜马斯（Denise Dumas）
- 奥斯卡·马格里尼 饰演 毛罗·贝尔塔齐（Mauro Bertazzi）
- 维拉·齐默尔曼 饰演 乔尔玛·贝尔塔齐（Joelma Bertazzi）
- 内伊·拉托拉卡 饰演 埃德马尔·西尔维斯（Edmar Silvestre）
- 利昂娜·卡瓦利 饰演 马拉拉尼斯·西尔维斯（Maralanis Silvestre）
- 约纳·马加良伊斯 饰演 苏泽特·诺罗尼亚群岛（Suzete Noronha）
- 娜塔莉娅·廷伯格 饰演 奥古斯塔·杜马斯（Augusta Dumas）
- 弗朗西斯科·库柯 饰演 埃万德罗·丰塔内拉（Evandro Fontanera）
- 克劳迪亚·希门尼斯 饰演 维奥兰特·贡萨尔维斯（Violante Gonçalves）

## 外部連結
- 互联网电影数据库（IMDb）上《中国商业》的资料（英文）
- TheTVDB上的中国商业